# A Likely Story (film 1947)
A Likely Story è un film del 1947 diretto da H.C. Potter. La sceneggiatura si ispira a Never Say Die, una storia originale di Alexander G. Kenedi il cui titolo venne usato come titolo di lavorazione del film.

## Produzione
Il film, prodotto dalla RKO Radio Pictures, fu il primo prodotto per la casa di produzione da Richard H. Berger, già impresario e direttore della St. Louis Municipal Opera Company.
Durante la lavorazione, che durò da fine gennaio a inizio aprile 1946, i due attori protagonisti, Bert Williams e Barbara Hale, annunciarono il loro fidanzamento e Hollywood Reporter li definì come RKO's new starring team.

## Distribuzione
Il copyright del film, richiesto dalla RKO Radio Pictures, Inc., fu registrato il 30 aprile 1947 con il numero LP1068.
Il film uscì nelle sale cinematografiche USA il 16 aprile 1947.